# Frédéric Antoine Marie de Goldstein
Frédéric Antoine Marie de Goldstein est un général français, né le 17 août 1789 au château de Breÿl, département de la Roer sous le Premier Empire (aujourd’hui aux Pays-Bas), et mort le 4 octobre 1852 à Paris (ancien 2e arrondissement).

## Consulat et Empire
Il fut reçu à 15 ans à l'École militaire, d'où il sortit, en 1806, sous-lieutenant au 1er régiment d'infanterie de Berg. L'année suivante, il entra dans les chasseurs à cheval (cavalerie), se distingua dans les campagnes de Pologne et d'Allemagne, et fut envoyé en Espagne avec le grade de capitaine.
Le 7 août 1811, il surprit, avec cent chevaux, 350 hommes de cavalerie espagnole, en tua 70, et ramena soixante prisonniers.
Le 22 mars de la même année, dans une reconnaissance, il entra de nuit, seul, dans le village de la Guedroza, pour savoir s'il était occupé, se vit entouré par douze hommes et un officier qu'il tua d'un coup de sabre en réponse à sa sommation, et chargeant les soldats en appelant sa petite troupe, il leur fit mettre bas les armes.
Après s'être distingué encore dans plusieurs affaires, il fut décoré et nommé chef d'escadron. Il a obtenu des lettres de naturalisation en 1813 ; il est comte du saint Empire.
Goldstein fit, en 1813 et 1814, les campagnes de Saxe et de France, puis se rallia aux Bourbons qu'il n'abandonna pas pendant les Cent-Jours.

## Restauration
Entré dans les chasseurs de la Garde royale, il fut créé lieutenant-colonel en 1817, et chevalier de Saint-Louis en 1820. Il fit l’expédition d'Espagne (1823) dans les chasseurs à cheval de la Dordogne et fut décoré de l'ordre de Saint-Ferdinand.
En 1828, il passa des chasseurs dans les hussards de la Garde royale, fut licencié en 1830 et mis en solde de congé avec le brevet de colonel.

## Monarchie de Juillet
En 1831, il fut attaché à l'état-major du maréchal Gérard, pendant la campagne de Belgique.
Le 5 janvier 1832, il prit le commandement du 13e chasseurs (devenu 7e lanciers) et fut nommé successivement commandeur de la Légion d'honneur et officier de l'ordre de Léopold.
Le 26 avril 1841, il a été promu au grade de général de brigade et, peu de temps après, mis en disponibilité, puis enfin à la retraite.

## Source
« Frédéric Antoine Marie de Goldstein », dans Charles Mullié, Biographie des célébrités militaires des armées de terre et de mer de 1789 à 1850, 1852 [détail de l’édition]